# Morethia storri
Morethia storri — вид сцинкоподібних ящірок родини сцинкових (Scincidae). Ендемік Австралії. Вид названий на честь австралійського герпетолога Глена Мільтона Сторра.

## Поширення і екологія
Morethia storri мешкають на Північній Території та в регіоні Кімберлі у Західній Австралії. Вони живуть на прибережних луках, в чагарниках і рідколіссях, трапляються серед скель.